# Джийн Бартик
Джийн Бартик (на английски: Jean Jennings Bartik) (1924 – 2011) е американска математичка и програмистка, член на екипа от първите програмистки на компютъра ENIAC.